# George Boole
George Boole   (Lincoln, 2 de novembre de 1815 - Ballintemple, 8 de desembre de 1864) va ser un matemàtic, educador, lògic i filòsof anglès. Com a inventor de l'àlgebra de Boole, la base de l'aritmètica computacional moderna, Boole és considerat un dels fundadors de les ciències de la computació.

## Biografia

### Joventut
Nascut a Lincoln (Anglaterra) el 2 de novembre de 1815 i fill de John Boole, sabater, i Mary Ann Joyce, va ser un gran nen prodigi autodidacta. Oficialment, només va cursar primària, estudis que combinava amb classes de ciència i matemàtiques impartides pel seu pare i de llatí per William Brooke, un llibreter local. Mai va anar a la Universitat, però va aprendre grec, francès i alemany ell sol. Als 16 anys ja era un professor auxiliar al Heigham's School (Doncaster), feina que havia de conservar per força perquè el negoci de sabates del seu pare s'havia arruïnat.
El 1833 va traslladar-se a Liverpool per treballar de professor a una altra escola, però només hi va estar sis mesos, abans de canviar-se a la Hall's Academy (Waddington). El 1834, a l'edat de 19 anys, ja obria la seva pròpia escola a Lincoln. Però el 1838, al morir Robert Hall, director de la Hall's Academy, Boole va passar a encarregar-se de l'escola juntament amb els seus pares i germans, càrrec que feia impossible que cursés estudis a Cambridge, com li recomanaven matemàtics professionals.
Només tenia 24 anys quan va publicar el seu primer assaig, Researches on the Theory of Analytical Transformations, al Cambridge Mathematical Journal. A partir de llavors es va convertir en un autor regular de la revista, i el 1843 va escriure On a general method of analysis, assaig que desenvolupava l'aplicació de l'àlgebra a les equacions diferencials. Després de la revisió d'Augustus De Morgan, amb qui mantenia correspondència, va ser publicat a Transactions of the Royal Society. Per aquest treball, va rebre la Medalla de la Royal Society el novembre de 1844, que el va llançar a la fama. Un any més tard, ja publicava el seu primer llibre, The Mathematical Analysis of Logic, que introduïa el concepte dels símbols lògics: símbols matemàtics que s'utilitzen per representar grups d'objectes.

### Professor a Cork
El pare de Boole va morir el desembre de 1848, mesos abans que es donés a Boole la plaça del primer professor de matemàtiques al Queen's College, Cork (Irlanda), tot i no tenir cap títol universitari. Boole va començar a fer classes el novembre de 1849. Va ensenyar allà la resta de la seva vida, guanyant-se la reputació de professor excepcional i dedicat, a més d'investigador i escriptor. Actualment la Universitat rep el nom de University College Cork (UCC).

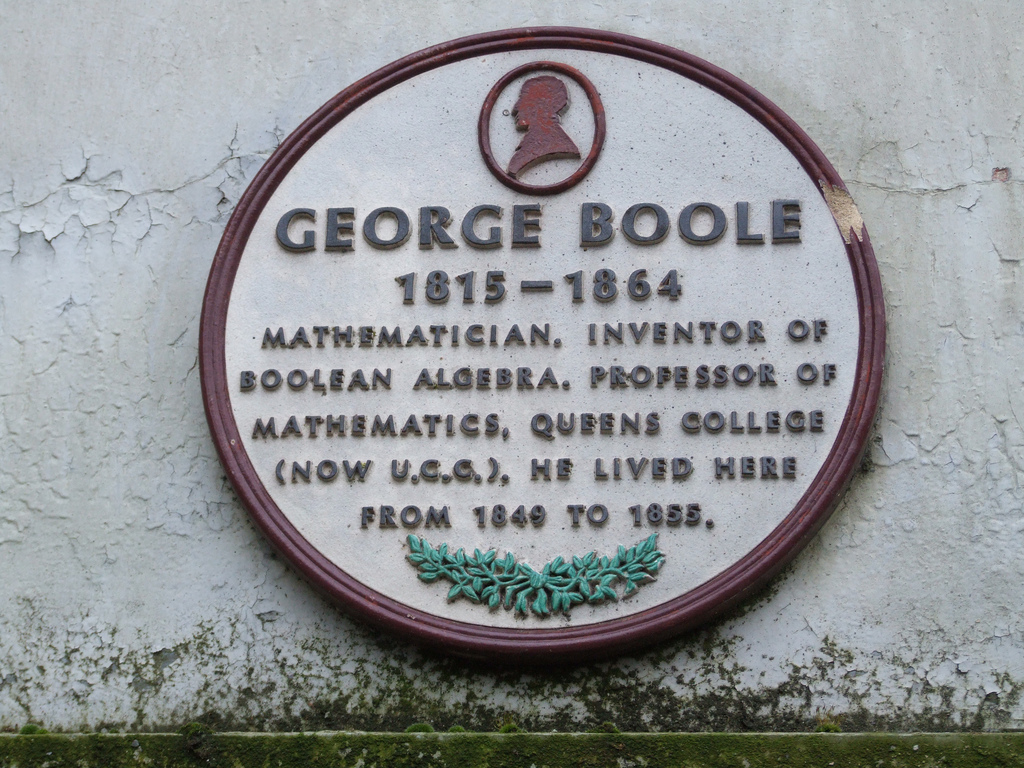
Placa commemorativa a la que va ser la seva residència a Cork.

Va ser allà on va conèixer la seva futura dona el 1850, Mary Everest, durant una visita al seu oncle, John Ryall, professor de grec. Boole va començar a fer-li classes de matemàtiques sobre el càlcul diferencial. Es van casar cinc anys més tard tot i la diferència d'edat (17 anys), i van tenir cinc filles.
Boole va rebre títols honoraris de les universitats de Dublín i Oxford, i va ser nomenat un Fellow of the Royal Society el 1857.

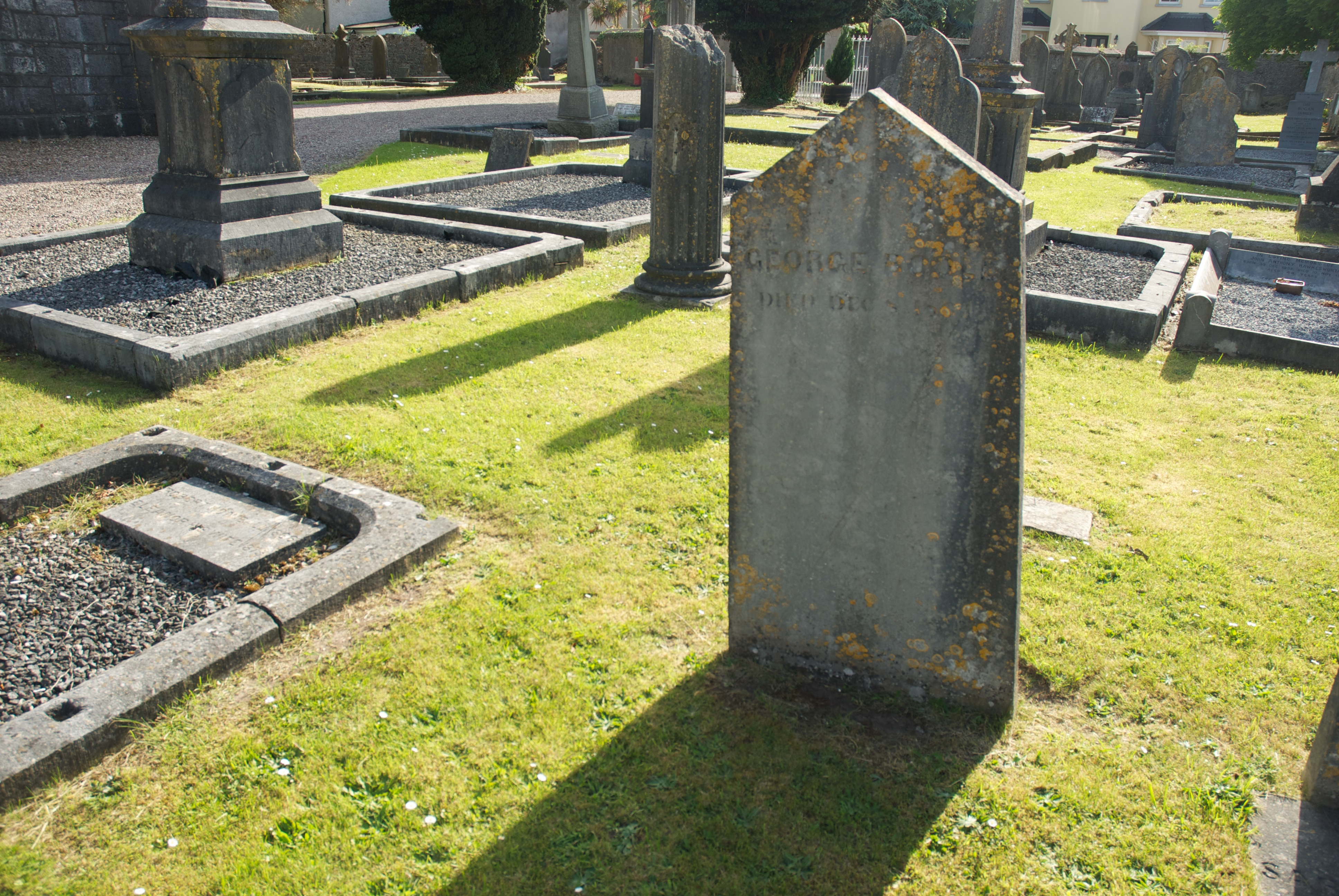
Tomba de Boole al pati de l'església St. Michael de Blackrock.

### Mort
La seva carrera es va acabar abans d'hora a causa de la seva mort el 1864, a l'edat de 49 anys. Les circumstàncies van ser estranyes: tot va començar amb un refredat a causa d'haver caminat sota pluja torrencial el camí de la seva residència a la Universitat, una distància de poc més de 4 quilòmetres. El refredat es va convertir en febre, i més endavant en una pneumònia, la qual li va causar la mort.
Alguns creuen que van ser les cures que li va aplicar la seva dona les que li van causar la mort, les quals consistien en tirar galledes d'aigua sobre el llit de Boole, ja que creia que la malaltia seria curada de la mateixa manera que havia començat.
Va ser enterrat al cementiri de l'Església d'Irlanda de St Michael's (Church Road, Blackrock, Cork). A l'interior de l'església s'hi pot trobar una placa commemorativa.

## Treball
Pel públic més ampli Boole era conegut com l'autor de nombrosos treballs abstrusos en temes de matemàtiques i de diferents publicacions que s'han convertit en tractats. El seu primer treball publicat va ser “Investigacions en la teoria de les transformacions de l'anàlisi, amb una aplicació especial a la reducció de l'equació general de segon ordre”, imprès en el The Cambridge Mathematical Journal en febrer de 1840 (Volum 2, no. 8, pg. 64-73) y que va portar a propiciar l'amistat entre Boole y Duncan Farquharson Gregory, l'editor de la revista, que va durar fins a la mort prematura d'aquest últim en 1844.
Una llarga llista de les memòries y documents de Boole, tant en temes de lògica com de matemàtiques, es troben en el Catàleg de les Memòries de la Ciència publicat per la Royal Society, y en el volum suplementari sobre les equacions diferencials, editat per Isaac Todhunter.
En 1841 Boole publicà un influent article en la naixent teoria d'invariants. Va rebre una medalla de la Royal Society per la seva memòria de 1844 titulada On A General Method of Analysis, una contribució les equacions diferencials lineals, partint del cas dels coeficients constants en els quals ja havia treballat, per abordar el cas dels coeficients variables. La seva principal innovació en mètodes operacionals va consistir en admetre que les operacions podien no ser commutatives. En 1847 Boole publicà The Mathematical Analysis of Logic, el primer dels seus treballs en lògica simbòlica.

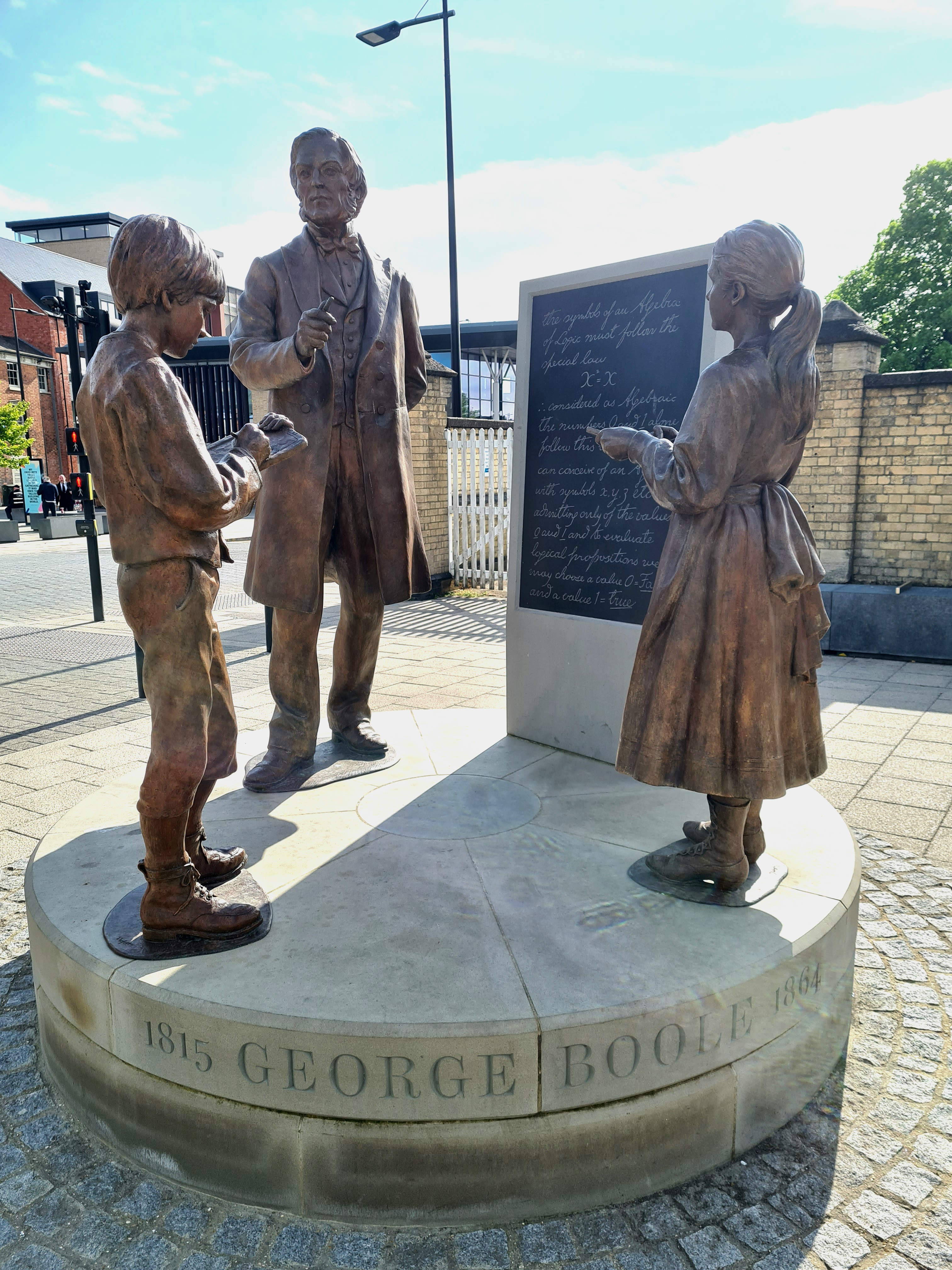
Estàtua de Boole a l'estació de tren de Lincoln, la seva vila natal.

Boole publicaria 22 articles en The Cambridge Mathematical Journal y en el seu successor, The Cambridge and Dublin Mathematical Journal. També publicaria 16 articles en la quarta i la tercera sèrie del Philosophical Magazine. La Royal Society té impreses sis memòries importants en les Philosophical Magazine, y les memòries d'alguns altres es troben en les Transactions of the Royal Society of Endinburg i de la Reial Acadèmia d'Irlanda, en el Bulletin de l'Académie de St-Pétersbourg de 1862 (sota el nom de G. Boldt, vol. IV, pg. 198-215), i en el Journal de Crelle. També s'inclou un document sobre la base matemàtica de la lògica, publicat en el Mechanic’s Magazine en 1848.
Les obres de Boole figuren de manera dispersa en 50 articles i en algunes publicacions independents. Només dos tractats sistemàtics sobre temes matemàtics van ser complerts per Boole durant la seva vida. El conegut Tractat sobre Equacions Diferenciades va aparèixer en 1859, i fou seguit, l'any següent, per un Tractat sobre el Càlcul de les Diferències Finites, dissenyat per servir com una seqüela de l'obra anterior. Aquests tractats són valuoses contribucions a les rames importants de la matemàtica que es tracten en ells. Fins cert punt, aquestes obres representen els més rellevants descobriments de l'autor en el camp del càlcul, en els capítols setzè i dissetè de les Equacions Diferencials poden trobar-se, per exemple, el desenvolupament del mètode simbòlic general, amb l'hàbil i audaç treball del procediment que va conduir a Boole cap als seus altres descobriments, i d'un mètode general d'anàlisi, descrit originalment en la seva famosa memòria impresa en les Philosophical Transactions de 1844. Boole va ser un dels primers i més eminents matemàtics que perceberen que els símbols de les operacions podien ser separats de les quantitats sobre les que operen, i ser tractats com objectes diferents del propi càlcul. La principal característica de Boole va ser la seva absoluta confiança en qualsevol resultat obtingut pel tractament dels símbols de conformitat amb les seves lleis primàries i condicions, i una habilitat quasi inigualable per poder localitzar aplicacions per aquests resultats.
Durant els últims anys de la seva vida Boole es va dedicar constantment a l'ampliació de les seves investigacions amb l'objecte de produir una segona edició de les seves equacions diferencials molt més completa que la primera edició, i part de les seves últimes vacances les passà en les biblioteques de la Royal Society y del Museu Britànic, però aquesta nova edició mai es va completar. Els manuscrits deixats a la seva mort van ser tan incomplerts que inclòs Isaac Todhunter, en les mans del qual es van posar, fou incapaç de completar una segona edició del treball original, i els va imprimir, en 1865, en un volum suplementari.
Amb l'excepció d'Augustus De Morgan, Boole va ser probablement el primer matemàtic anglès des dels temps de John Wallis que havia escrit sobre lògica. Els seus punts de vista sobre l'aplicació del mètode lògic eren deguts a la mateixa confiança profunda en el raonament simbòlic amb el que havia irromput, amb èxit, en la investigació matemàtica. Les especulacions sobre un càlcul de raonament van ocupar els pensaments de Boole, però no fou fins a la primavera de 1847 quan va expressar les seves idees en el follet titulat Anàlisi Matemàtica de la Lògica. Va considerar aquesta publicació com una precipitada i imperfecta exposició del seu sistema lògic. Posteriorment, Boole va manifestar que el seu treball més important, la seva Investigació sobre les Lleis del Pensament (1854), en el que es sustenten les seves teories matemàtiques sobre la Lògica y la Probabilitat, només havia de ser considerat de nou enfocament sobre la naturalesa de la validació d'arguments y proves. No obstant, és fàcil apreciar un innegable encant en l'originalitat de la seva obra lògica anterior.
Boole no considerava la lògica con una rama de les matemàtiques, com podria interpretar-se pel títol del seu follet anterior, però va assenyalar una profunda analogia entre els símbols de l'àlgebra i la representació simbòlica, en la seva opinió, necessària per representar formes lògiques i sil·logismes, fent coincidir la lògica formal amb la matemàtica limitada a l'ús d'operacions amb zeros i uns. Per unificar distints sistemes d'operadors lògics, Boole organitzà l'univers de tots aquests objectes imaginables; creant una notació simbòlica adequada als seus propòsits, amb símbols com ara x, y, z, v, u, et, que utilitza per caracteritzar els atributs corresponents a adjectius i substantius comuns. Proposà que les proporcions lògiques es deuen expressar en forma d'equacions algebraiques, de forma que la manipulació algebraica dels símbols en les equacions proporciona un mètode a prova d'errors de la deducció lògica, és a dir, la lògica es redueix a l'àlgebra. Mitjançant l'ús de símbols, tals proporcions es podrien reduir a la forma d'equacions, i la conclusió lògica sil·logística a partir de dues premisses s'obté eliminant el terme mig d'acord amb les regles ordinàries algebraiques.
Encara més original i notable, no obstant, va ser que part del seu sistema, totalment basat en les seves Lleis del Pensament, va permetre estructurar un mètode simbòlic general de la lògica de la indiferència. Donada una proposició que impliqui un nombre qualsevol de termes, Boole va demostrar com, pel tractament purament simbòlic d'aquestes premisses, es podria deduir qualsevol conclusió lògica continguda en aquestes premisses. La segona part de les seves Lleis del Pensament conté el seu corresponent intent de descobrir un mètode general de les probabilitats, que, com a conseqüència, ha de permetre determinar la probabilitat de qualsevol esdeveniment lògicament relacionat amb un sistema de successos donats, a partir de les probabilitats del citat del sistema d'esdeveniments donats.
El 1921 l'economista John Maynard Keynes va publicar un llibre que s'ha convertit en un clàssic en la teoria de la probabilitat, A Treatise of Probability (“Tractat de la probabilitat”). En el seu llibre, Keynes comentava la teoria de Boole sobre la probabilitat, i sostenia que Boole havia comés un error fonamental sobre el concepte de independència estocàstica que al seu judici viciava la major part del treball del seu predecessor. En el seu llibre, The Last Challenge Problem; George Boole’s Thepry of Probability (2009), David Miller proporcionava un mètode general d'acord amb el sistema de Boole, i intentava resoldre els problemes reconeguts anteriorment per Keynes i altres autors.

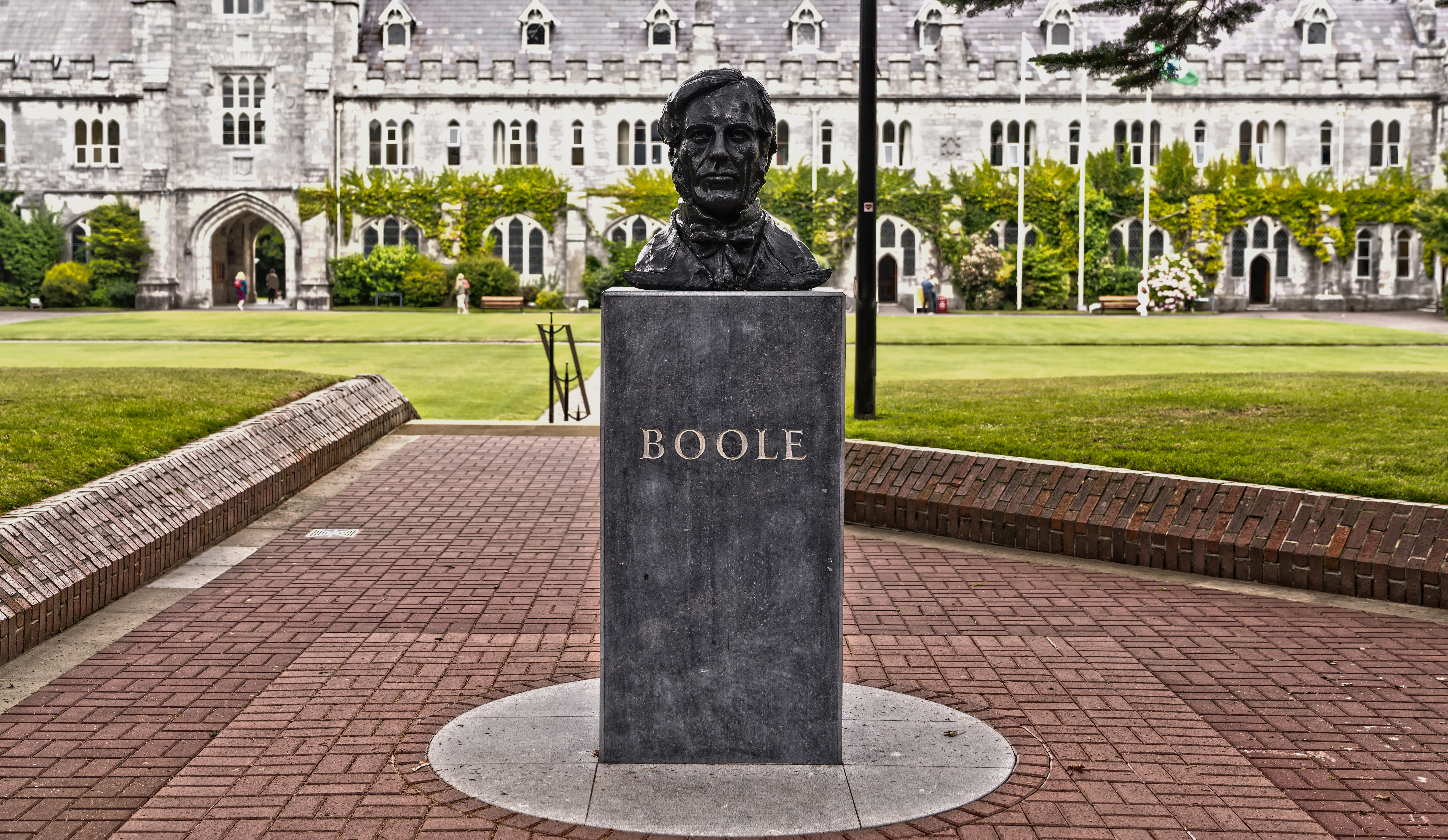
Bust en el University College Cork.

## Obra
El primer assaig publicat de Boole, Researches in the theory of analytical transformations with a special application to the reduction of the general equation of the second order, es va incloure al Cambridge Mathematical Journal el febrer de 1840 (volum 2, núm. 8, p. 64-73). Gràcies a aquesta publicació, va iniciar-se una amistat amb Duncan Farquharson Gregory, l'editor de la revista.

### Equacions diferencials
El 1843 va escriure On A General Method of Analysis, una contribució a la teoria de les equacions diferencials lineals desenvolupant, a partir del cas dels coeficients constants (tema sobre el que ja havia publicat), els coeficients variables. Per aquesta publicació, va rebre la medalla de la Royal Society un any després.
Boole va escriure dos tractats sistemàtics més sobre temes matemàtics al llarg de la seva vida: Treatise on Differential Equations, publicat el 1859, continuat un any més tard per Treatise on the Calculus of Finite Differences, una seqüela que tractava sobre el càlcul de diferències finites.

### Anàlisi
L'any 1857, Boole va publicar Treatise on the Comparison of Transcendents, with Certain Applications to the Theory of Definite Integrals, en el qual estudiava la suma de residus d'una funció racional.

### Lògica simbòlica
El 1845, Boole va publicar el seu primer llibre, The Mathematical Analysis of Logic, que introduïa el concepte dels símbols lògics: símbols matemàtics que s'utilitzen per representar grups d'objectes.

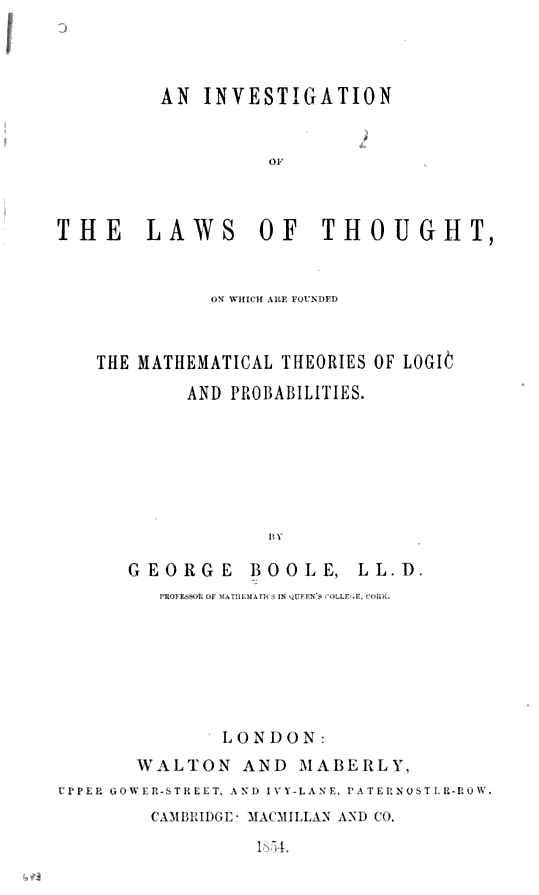
Portada de la primera edició de Laws of Thought (1854).

L'any 1847, Boole va publicar el pamflet Mathematical Analysis of Logic, que més tard ell mateix va considerar una exposició errònia del seu sistema lògic, el qual desenvoluparia el 1854 a la que seria considerada la seva obra més important: An Investigation into the Laws of Thought, on Which are founded the Mathematical Theories of Logic and Probabilities. Boole va començar a involucrar-se en lògica a partir d'un debat sobre quantificació entre Sir William Hamilton, que donava suport a la teoria de la quantificació del predicat, i Augustus De Morgan, que avançava una versió del que seria la dualitat de De Morgan. L'aportació de Boole va anar molt més lluny que qualsevol de les dues posicions, fundant el que seria conegut com a la tradició de l'àlgebra lògica. Va apropar-se a la lògica d'una manera totalment innovadora reduint-la a una àlgebra simple i incorporant-la a les matemàtiques. Al llibre desenvolupava un sistema de normes que li permetien expressar, manipular i simplificar arguments de problemes lògics i filosòfics que admetien dos estats (cert i fals) amb procediments matemàtics.
Contràriament a la creença generalitzada, Boole mai va tenir la intenció de criticar els principis de la lògica aristotèlica, més aviat pretenia sistematitzar-la, dotar-la d'una base i estendre el seu rang d'aplicabilitat. Així va començar a desenvolupar el que actualment es coneix com a àlgebra booleana, aplicable a la construcció del programari dels ordinadors i els circuits de commutació, entre d'altres.

### Teoria de la probabilitat
La segona part de The Laws of Thought, pretenia descobrir un mètode general de probabilitats. L'objectiu era algorítmic: partint de les probabilitats de qualsevol sistema d'esdeveniments, poder determinar la probabilitat conseqüent de qualsevol altre esdeveniment connectat lògicament amb els anteriors.

### Lògica binària
A l'any 1703, el matemàtic Gottfried Leibniz va proposar a la societat un nou sistema d'enumeració, anomenat sistema binari, per a realitzar operacions matemàtiques de forma mes ràpida i senzilla. Però, no va tenir molt èxit.
No va ser fins a mitjan segle xix que el matemàtic George Boole (1815-1864) va crear un sistema per simplificar al màxim possible una funció lògica, anomenada lògica binària, a través de diverses regles i/o propietats. Aquest sistema que en el seu moment no va tenir tanta repercussió, és el que en l'actualitat s'utilitza en cercadors com Google. La idea de Boole era utilitzar tècniques d'àlgebra per a resoldre operacions de lògica proposicional (ciència que estudia els processos de la nostra ment per a treure’n conclusions a partir d'unes premisses i saber si els processos fets son vàlids/vertaders (representats amb un 1) o no vàlids/falsos (representats amb un 0).

#### Exemple
Imaginem que el sistema de control del tendal d'una cafeteria funciona per lògica binària. Per a que el motor que estén el tendal s'accioni haurà de tenir en compte 2 factors: És de dia? Està plovent? Si els dos factors són certs, el motor es posarà en marxa.
| DIa  | Plou | tendal |
| ---- | ---- | ------ |
| Fals | Fals | Fals   |
| Fals | Cert | Fals   |
| Cert | Fals | Fals   |
| Cert | Cert | Cert   |

Assignem el valor 1 si se cert i el valor 0 si el resultat és fals.

## Llegat
L'àlgebra booleana porta el nom del seu creador, igual que un dels cràters de la Lluna. La paraula clau Bool, que representa una dada booleana en molts llenguatges de programació i la llibreria, el complex subterrani de sales de conferència i el Boole Centre for Research in Informatics del University College Cork, també van ser anomenats en honor seu.

### Seglexix
Els treballs de Boole van ser ampliats i perfeccionats per diversos escriptors, començant per William Stanley Jevons. El seu seguidor Augustus De Morgan va treballar en la lògica de les relacions, i Charles Sanders Peirce va integrar la seva obra en la de Boole durant la decàda dels 1870.
La concepció d'una estructura en els estats equivalents d'un càlcul proposicional en l'àlgebra booleana s'atribueix a Hugh MacColl, la qual va ser estudiada 15 anys més tard per William Ernest Johnson. Ernst Schröder, Louis Couturat i Clarence Irving Lewis també van publicar estudis sobre aquest tema.

### Segle XX
L'any 1921, l'economista John Maynard Keynes va publicar A Treatise of Probability, llibre en què exposava la creença que Boole havia comès un error fonamental en la seva definició d'independència de la teoria de la probabilitat, fet que invalidava gran part de la seva anàlisi. Més endavant, David W. Miller va intentar solucionar els problemes de la teoria de Boole que havien exposat Keynes i altres a The Last Challenge Problem.
El 1937, el matemàtic Claude Shannon, va escriure la seva tesi de màster al Massachusetts Institute of Technology, en la qual mostrava com l'àlgebra de Boole podia optimitzar el disseny de sistemes de relés electromecànics, els quals en aquella època eren utilitzats en els commutadors elèctrics de telèfon. També va comprovar que els circuits amb relés podien solucionar els problemes de l'àlgebra booleana. L'aplicació de les propietats dels interruptors elèctrics a la lògica és el concepte bàsic del qual parteixen tots els ordinadors electrònics moderns. El 1935, Victor Shestakov, de la Universitat Estatal de Moscou, havia proposat una teoria de commutadors elèctrics basada en la lògica booleana, però no va presentar la seva tesi fins 1938, el mateix any que Shannon.
George Boole és el rebesavi del Premi Nobel de Física 2024 Geoffrey Hinton, anomenat el padrí de la intel·ligència artificial, una de les aplicacions més desenvolupades de la lògica de Boole.